# Steven Naismith
Steven John Naismith (sinh 14 tháng 9 năm 1986) là một cầu thủ bóng chuyên nghiệp người Scotland hiện đang chơi cho câu lạc bộ nước Anh Heart of Midlothian ở vị trí tiền đạo cắm.
Naismith khởi nghiệp với câu lạc bộ Kilmarnock năm 2004. Anh dành bốn năm chơi cho Ayrshire nơi anh giành những danh hiệu cá nhân đầu tiên trong sự nghiệp như Cầu thủ trẻ xuất sắc nhất năm của SFWA và Cầu thủ trẻ xuất sắc nhất năm của SPFA ở mùa giải kế tiếp. Anh cùng câu lạc bộ giành được ba danh hiệu vô địch liên tiếp, đó là Cúp vô địch Scotland năm 2008 và hai lần giành League Cup lần lượt vào năm 2010 và 2011. Năm 2012, anh ký hợp đồng chuyển nhượng sang câu lạc bộ đang chơi tại Premier League Everton.
Naismith có 51 lần khoác áo đội tuyển quốc gia Scotland kể từ lần đầu ra mắt vào năm 2007 và ghi được 10 bàn thắng.

## Sự nghiệp

### Everton
Tháng 8 năm 2015, Everton từ chối bán Naismith cho Norwich City. Mùa 2015–16, trong trận đấu gặp Chelsea tại Ngoại hạng Anh, Naismith đã ghi một cú hat-trick "hoàn hảo" (ghi bàn bằng đầu, chân trái và chân phải) sau khi vào sân thay cho Muhamed Bešić. Nhưng đến cuối tháng 12, Naismith mới chỉ có 4 trận đá chính tại Premier League cho Everton.

### Norwich City
Ngày 19 tháng 1 năm 2016, Naismith gia nhập Norwich City theo bản hợp đồng kéo dài 3 năm rưỡi. Anh có trận ra mắt 4 ngày sau đó, ghi bàn thắng thứ hai cho Norwich trong trận thua 5–4 trên sân nhà trước Liverpool.
Naismith bị chấn thương dây chằng mắt cá vào đầu mùa giải 2017–18, khiến khả năng ra sân của anh rất hạn chế. Không được chơi cho đội một Norwich kể từ tháng 8, Naismith được đem cho mượn vào tháng 1 năm 2018.

## Thống kê

### Câu lạc bộ
Tính đến trận đấu ngày 23 tháng 5 năm 2019.
| CLB                 | Mùa giải            | Giải vô địch | Giải vô địch | Cúp quốc gia | Cúp quốc gia | Cúp liên đoàn | Cúp liên đoàn | Cúp châu Âu | Cúp châu Âu | Tổng cộng | Tổng cộng |
| CLB                 | Mùa giải            | Kiến tạo     | Bàn thắng    | Kiến tạo     | Bàn thắng    | Kiến tạo      | Bàn thắng     | Kiến tạo    | Bàn thắng   | Kiến tạo  | Bàn thắng |
| ------------------- | ------------------- | ------------ | ------------ | ------------ | ------------ | ------------- | ------------- | ----------- | ----------- | --------- | --------- |
| Kilmarnock          | 2003–04             | 1            | 0            | 0            | 0            | 0             | 0             | 0           | 0           | 1         | 0         |
| Kilmarnock          | 2004–05             | 24           | 1            | 3            | 1            | 0             | 0             | 0           | 0           | 27        | 2         |
| Kilmarnock          | 2005–06             | 36           | 13           | 1            | 0            | 2             | 0             | 0           | 0           | 39        | 13        |
| Kilmarnock          | 2006–07             | 37           | 15           | 1            | 0            | 5             | 4             | 0           | 0           | 43        | 19        |
| Kilmarnock          | 2007–08             | 4            | 0            | 0            | 0            | 1             | 1             | 0           | 0           | 5         | 1         |
| Kilmarnock          | Tổng cộng           | 102          | 29           | 5            | 1            | 8             | 5             | 0           | 0           | 115       | 35        |
| Rangers             | 2007–08             | 21           | 5            | 6            | 0            | 0             | 0             | 4           | 0           | 31        | 5         |
| Rangers             | 2008–09             | 7            | 0            | 3            | 0            | 1             | 0             | 0           | 0           | 11        | 0         |
| Rangers             | 2009–10             | 28           | 3            | 3            | 0            | 4             | 1             | 4           | 0           | 39        | 4         |
| Rangers             | 2010–11             | 31           | 11           | 2            | 0            | 4             | 3             | 7           | 1           | 44        | 15        |
| Rangers             | 2011–12             | 11           | 9            | 0            | 0            | 1             | 0             | 3           | 0           | 15        | 9         |
| Rangers             | Tổng cộng           | 98           | 28           | 14           | 0            | 10            | 4             | 18          | 1           | 140       | 33        |
| Everton             | 2012–13             | 31           | 4            | 2            | 0            | 2             | 0             | 0           | 0           | 35        | 4         |
| Everton             | 2013–14             | 31           | 5            | 3            | 3            | 2             | 1             | 0           | 0           | 36        | 9         |
| Everton             | 2014–15             | 31           | 6            | 2            | 0            | 0             | 0             | 6           | 2           | 39        | 8         |
| Everton             | 2015–16             | 10           | 3            | 0            | 0            | 3             | 1             | 0           | 0           | 13        | 4         |
| Everton             | Tổng cộng           | 103          | 18           | 7            | 3            | 7             | 2             | 6           | 2           | 123       | 25        |
| Norwich City        | 2015–16             | 13           | 1            | 0            | 0            | 0             | 0             | —           | —           | 13        | 1         |
| Norwich City        | 2016–17             | 29           | 5            | 1            | 1            | 2             | 1             | 0           | 0           | 32        | 7         |
| Norwich City        | 2017–18             | 2            | 0            | 0            | 0            | 1             | 0             | 0           | 0           | 3         | 0         |
| Norwich City        | Tổng cộng           | 44           | 6            | 1            | 1            | 3             | 1             | 0           | 0           | 48        | 8         |
| Heart of Midlothian | 2017–18             | 14           | 4            | 2            | 0            | 0             | 0             | —           | —           | 16        | 4         |
| Heart of Midlothian | 2018–19             | 19           | 10           | 2            | 0            | 6             | 4             | —           | —           | 27        | 14        |
| Heart of Midlothian | 2019–20             | 3            | 1            | 0            | 0            | 0             | 0             | —           | —           | 3         | 1         |
| Heart of Midlothian | Tổng cộng           | 36           | 15           | 4            | 0            | 6             | 4             | —           | —           | 46        | 19        |
| Tổng cộng sự nghiệp | Tổng cộng sự nghiệp | 382          | 96           | 31           | 5            | 34            | 16            | 24          | 3           | 471       | 120       |

### Đội tuyển quốc gia
| #   | Ngày                 | Địa điểm                                | Đối thủ     | Bàn thắng | Kết quả | Giải đấu                    |
| --- | -------------------- | --------------------------------------- | ----------- | --------- | ------- | --------------------------- |
| 1.  | 12 tháng 10 năm 2010 | Hampden Park, Glasgow, Scotland         | Tây Ban Nha | 1–2       | 2–3     | Vòng loại Euro 2012         |
| 2.  | 6 tháng 9 năm 2011   | Hampden Park, Glasgow, Scotland         | Litva       | 1–0       | 1–0     | Vòng loại Euro 2012         |
| 3.  | 15 tháng 10 năm 2013 | Hampden Park, Glasgow, Scotland         | Croatia     | 2–0       | 2–0     | Vòng loại World Cup 2014    |
| 4.  | 14 tháng 10 năm 2014 | Sân vận động Quốc gia, Warszawa, Ba Lan | Ba Lan      | 2–1       | 2–2     | Vòng loại Euro 2016         |
| 5.  | 29 tháng 3 năm 2015  | Hampden Park, Glasgow, Scotland         | Gibraltar   | 4–1       | 6–1     | Vòng loại Euro 2016         |
| 6.  | 11 tháng 10 năm 2015 | Sân vận động Algarve, Faro, Bồ Đào Nha  | Gibraltar   | 6–0       | 6–0     | Vòng loại Euro 2016         |
| 7.  | 22 tháng 3 năm 2017  | Easter Road, Edinburgh, Scotland        | Canada      | 1–0       | 1–1     | Giao hữu                    |
| 8.  | 10 tháng 9 năm 2018  | Hampden Park, Glasgow, Scotland         | Albania     | 2–0       | 2–0     | UEFA Nations League 2018–19 |
| 9.  | 14 tháng 10 năm 2018 | Hampden Park, Glasgow, Scotland         | Bồ Đào Nha  | 1–3       | 1–3     | Giao hữu                    |
| 10. | 19 tháng 11 năm 2019 | Hampden Park, Glasgow, Scotland         | Kazakhstan  | 2–1       | 3–1     | Vòng loại Euro 2020         |

## Danh hiệu
Rangers
- Giải bóng đá Ngoại hạng Scotland: 2008–09, 2009–10, 2010–11
- Cúp quốc gia Scotland: 2008–09
- Cúp liên đoàn Scotland: 2009–10, 2010–11

Cá nhân
- SFWA – Cầu thủ trẻ của năm: 2005–06
- SPFA – Cầu thủ trẻ của năm: 2006–07
- SPL – Cầu thủ trẻ của năm: 2005–06, 2006–07
- Scottish Premier League – Cầu thủ xuất sắc nhất tháng: tháng 3 năm 2006, tháng 10 năm 2010
- Scottish Premiership – Cầu thủ xuất sắc nhất tháng: tháng 9 năm 2018.
- Scottish Premier League  – Cầu thủ trẻ xuất sắc nhất tháng: tháng 8 năm 2005, tháng 1 năm 2006, tháng 3 năm 2007